# Макарівка (Волгоградська область)
Макарівка (рос. Макаровка) — село у Жирновському районі Волгоградської області Російської Федерації.
Населення становить 22  особи. Входить до складу муніципального утворення Олешниківське сільське поселення.

## Історія
Село розташоване у межах українського історичного та культурного регіону Жовтий Клин.
Згідно із законом від 21 лютого 2005 року № 1009-ОД для населеного пункту було встановлено органом місцевого самоврядування Олешниківське сільське поселення.

## Населення
| 1767  | 1773  | 1788  | 1798  | 1816  | 1834  | 1850  |
| ----- | ----- | ----- | ----- | ----- | ----- | ----- |
| 110   | ↗141  | ↗166  | ↗213  | ↗361  | ↗606  | ↗1010 |
| 1859  | 1885  | 1897  | 1904  | 1911  | 1920  | 1922  |
| ↗1236 | ↘1176 | ↗1208 | ↗2137 | ↗2469 | ↘1301 | ↘1212 |
| 1926  | 1931  | 2010  |       |       |       |       |
| ↗1437 | ↗1664 | ↘22   |       |       |       |       |